# Ahlebeck

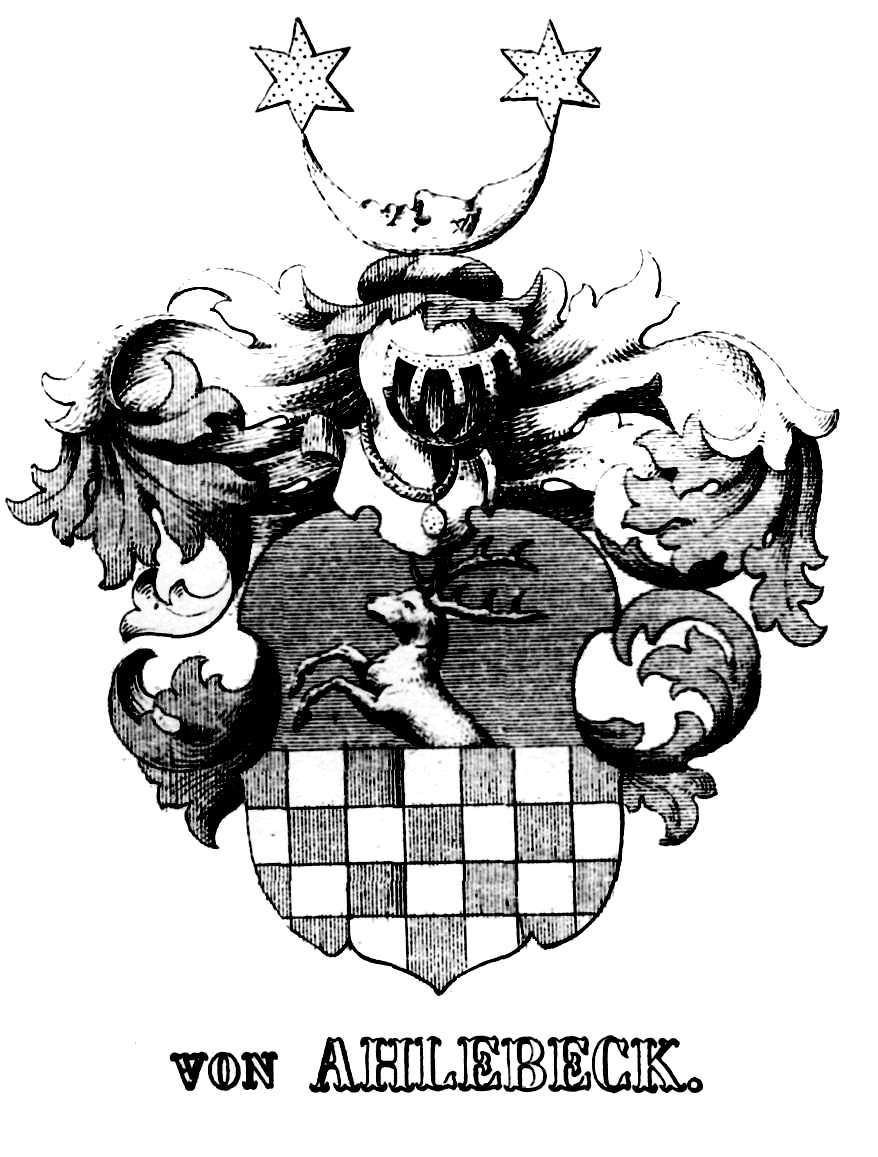
Wappen der Ahlebeck

Ahlebeck, auch Alebetzky, Albecki, Albetzki, Albetski ist der Name eines Adelsgeschlechts aus dem Lauenburgischen im Osten Pommerns.

## Geschichte
Franz Ahlebeck wurde 1571 mit drei Teilen am, 5 km östlich von Lauenburg und unmittelbar an das damalige Gut der Familie von Tauenzien angrenzenden, Dorf Ahlbeck belehnt. 1601 ebenso Andreas Ahlebeck. Jürgen Ahlebeck gnt. Wolzwosky soll mit Damerkow belehnt worden sein und noch 1678 soll Jacob Alebitzki zu Schlutzkow begütert gewesen sein.
Die Familie Ahlbeck wanderte ab dem 17. Jh. vollständig nach Lauenburg, Danzig, wo u. a. eine Bernsteinmanufaktur, die bis zum Zweiten Weltkrieg erfolgreich war, begründet wurde, und dem Putziger Land ab. Heute lebt die Familie in den erwähnten Pommerschen Regionen in und um Danzig, sowie in den USA, Kanada, Deutschland, der Schweiz, Skandinavien, Spanien und Australien.

## Wappen
Das Stammwappen ist quergeteilt, oben in Silber ein springender natürlicher Hirsch, unten von Rot und Silber in siebenmal in vier Reihen geschacht. Auf dem Helm über einem Wulst von Rot, Silber und Blau, mit rechts rot-silbernen, links blau-silbernen Decken, eine nach oben gekehrter silberner Halbmond, auf jeder Spitze mit einem goldenen Stern besetzt.